# Motoblur
Motoblur是摩托罗拉针对Android平台开发的智能手机触控用户界面及服务，第一部搭载Motoblur用户界面的手机是摩托罗拉在2009年9月10日发布的Android智能手机CLIQ（也称DEXT）。

## 主要特点
- 聚合：Motoblur会把短消息、社交信息、电子邮件等整合到Motoblur服务器再将其推送到手机端。
- 整合：Motoblur在聚合的同时会分拣每条信息的重要性及时效性，将重要的信息及时推送到手机，例如重要电子邮件。将好友的状态、评论等推送到“新鲜事”中，并及时删除。
- 推送：Motoblur可以进行快速回复、评论，及时推送社交信息、电子邮件、新闻、天气等信息。

## 支持的服务
Motoblur可以绑定多个账户，具体如下：
全球范围
- Facebook
- Twitter
- LinkedIn
- MySpace
- Orkut
- Picasa
- Youtube
- Yahoo! Mail
- Gmail
- Last.fm
- Photobucket
- Flickr

中国范围
- 新浪微博
- 人人网
- 开心网
- QQ空间
- 51社区
- 网易163邮箱
- 网易126邮箱
- 网易Yeah邮箱
- 网易188邮箱
- QQ邮箱
- QQ VIP邮箱
- 新浪邮箱
- 新浪VIP邮箱
- 搜狐闪电邮箱

## MyMotoblur
MyMotoblur是一项云服务，可以通过MyMotoblur这个网站来控制用户自己的手机，主要功能能如下：导入联系人并同步到手机、定位手机（需打开GPS）、删除手机上的数据。

## 搭载Motoblur的手机
- 摩托罗拉CLIQ/DEXT（MB200）
- 摩托罗拉BACKFLIP（ME600/MB300，后空翻）
- 摩托罗拉DEVOUR
- 摩托罗拉QUENCH/CLIQ XT（ME501）
- 摩托罗拉FILPOUT（ME511/MB511）
- 摩托罗拉DROID2/MILESTONE2（ME722/A953，摩托罗拉 里程碑2）
- 摩托罗拉DROID2 GLOBAL（A955）
- 摩托罗拉FILPSIDE（ME508）
- 摩托罗拉DROID X（ME811）
- 摩托罗拉XT502
- 摩托罗拉CHARM（ME502）
- 摩托罗拉XT301
- 摩托罗拉XT300
- 摩托罗拉DEFY（ME525/MB525）
- 摩托罗拉DROID X2
- 摩托罗拉DEFY+（ME525+/MB525+）
- 摩托罗拉ATRIX 4G（ME860/MB860/MB861）
- 摩托罗拉DROID BIONIC（XT875）
- 摩托罗拉DROID3/MILESTONE3（ME865/XT883/XT862，里程碑3）
- 摩托罗拉XT882（中国电信定制机）
- 摩托罗拉MT870（中国移动定制机）
- 摩托罗拉XT316
- 摩托罗拉PHOTON（MB855）
- 摩托罗拉DINARA
- 摩托罗拉DOMINO+（XT531，当米诺）
- 摩托罗拉ATRIX2（ME865）
- 摩托罗拉ADMIRAL
- 摩托罗拉TITANIUM
- 摩托罗拉ME632
- 摩托罗拉XT532
- 摩托罗拉XT615
- 摩托罗拉DROID RAZR（XT910，刀锋）
- 摩托罗拉MT917（中国移动定制版RAZR）
- 摩托罗拉XT928（中国电信定制版RAZR）
- 摩托罗拉DROID4/MILESTONE4（里程碑4）

## 发展趋势
自Google收购摩托罗拉移动以来，摩托罗拉已经在开始淡化Motoblur服务，其已经开始向用户界面方向发展。在新推出的搭载Motoblur的三防手机DEFY+，在初次使用时已经没有了Motoblur账户设置，说明摩托罗拉正在淡化Motoblur这个概念，而将其发展成一个单纯的Google用户界面。

## 数据来源
- BLUR解析（页面存档备份，存于）
- Motoblur-Engadget中文版（页面存档备份，存于）